# 1000 mijl van Sebring 2023
De 1000 mijl van Sebring 2023 was de eerste race van het FIA World Endurance Championship-seizoen 2023. De race werd verreden op 17 maart 2023 op de Sebring International Raceway nabij Sebring, Florida, Verenigde Staten. Het is de derde editie van de race.
De race werd gewonnen door de Toyota Gazoo Racing #7 van Mike Conway, Kamui Kobayashi en José María López. De LMP2-klasse werd gewonnen door de Hertz Team Jota #48 van David Beckmann, Will Stevens en Ye Yifei; omdat deze auto geen vaste deelnemer aan het kampioenschap was, werden de punten voor de overwinning uitgereikt aan de United Autosports #22 van Filipe Albuquerque, Philip Hanson en Frederick Lubin. De LMGTE Am-klasse werd gewonnen door de Corvette Racing #33 van Nick Catsburg, Ben Keating en Nicolás Varrone.

## Inschrijvingen
Er waren 37 auto's ingeschreven voor de race, bestaande uit elf in de Hypercar-klasse, twaalf in de LMP2-klasse en veertien in de LMGTE Am-klasse. Het Hertz Team Jota, een klantenteam van Porsche, had nog geen beschikking over hun Hypercar-auto, dus deed deze met het startnummer #48 buiten mededinging mee in de LMP2-klasse.
De #88 Proton Competition moest hun Porsche 911 RSR-19 terugtrekken na een ongeluk met de #2 Cadillac Racing in de tweede vrije training, waardoor deze te zwaar beschadigd raakte. Hierdoor gingen er in de race 36 auto's van start.

## Kwalificatie
Tijden vetgedrukt betekent de snelste tijd in die klasse.
| Pos. | Klasse   | No. | Team                      | Tijd     | Grid |
| ---- | -------- | --- | ------------------------- | -------- | ---- |
| 1    | Hypercar | 50  | Ferrari - AF Corse        | 1:45.067 | 1    |
| 2    | Hypercar | 8   | Toyota Gazoo Racing       | 1:45.281 | 2    |
| 3    | Hypercar | 7   | Toyota Gazoo Racing       | 1:45.548 | 3    |
| 4    | Hypercar | 51  | Ferrari - AF Corse        | 1:45.874 | 4    |
| 5    | Hypercar | 2   | Cadillac Racing           | 1:46.082 | 5    |
| 6    | Hypercar | 6   | Porsche Penske Motorsport | 1:47.193 | 6    |
| 7    | Hypercar | 5   | Porsche Penske Motorsport | 1:47.210 | 7    |
| 8    | Hypercar | 94  | Peugeot TotalEnergies     | 1:47.455 | 8    |
| 9    | Hypercar | 93  | Peugeot TotalEnergies     | 1:48.205 | 9    |
| 10   | Hypercar | 708 | Glickenhaus Racing        | 1:49.164 | 10   |
| 11   | Hypercar | 4   | Floyd Vanwall Racing Team | 1:49.329 | 11   |
| 12   | LMP2     | 23  | United Autosports         | 1:49.974 | 12   |
| 13   | LMP2     | 28  | Jota                      | 1:50.067 | 13   |
| 14   | LMP2     | 31  | Team WRT                  | 1:50.155 | 14   |
| 15   | LMP2     | 36  | Alpine Elf Team           | 1:50.174 | 15   |
| 16   | LMP2     | 48  | Hertz Team Jota           | 1:50.218 | 16   |
| 17   | LMP2     | 41  | Team WRT                  | 1:50.291 | 17   |
| 18   | LMP2     | 22  | United Autosports         | 1:50.408 | 18   |
| 19   | LMP2     | 9   | Prema Racing              | 1:50.417 | 19   |
| 20   | LMP2     | 10  | Vector Sport              | 1:50.710 | 20   |
| 21   | LMP2     | 63  | Prema Racing              | 1:50.726 | 21   |
| 22   | LMP2     | 34  | Inter Europol Competition | 1:50.889 | 22   |
| 23   | LMP2     | 35  | Alpine Elf Team           | 1:51.284 | 23   |
| 24   | LMGTE Am | 85  | Iron Dames                | 1:58.949 | 24   |
| 25   | LMGTE Am | 33  | Corvette Racing           | 1:59.345 | 25   |
| 26   | LMGTE Am | 25  | ORT by TF                 | 1:59.657 | 26   |
| 27   | LMGTE Am | 83  | Richard Mille AF Corse    | 1:59.733 | 27   |
| 28   | LMGTE Am | 21  | AF Corse                  | 1:59.992 | 28   |
| 29   | LMGTE Am | 56  | Project 1 - AO            | 2:00.588 | 29   |
| 30   | LMGTE Am | 57  | Kessel Racing             | 2:00.591 | 30   |
| 31   | LMGTE Am | 98  | Northwest AMR             | 2:00.807 | 31   |
| 32   | LMGTE Am | 777 | D'Station Racing          | 2:00.941 | 32   |
| 33   | LMGTE Am | 54  | AF Corse                  | 2:01.041 | 33   |
| 34   | LMGTE Am | 77  | Dempsey-Proton Racing     | 2:01.054 | 34   |
| 35   | LMGTE Am | 86  | GR Racing                 | 2:02.588 | 35   |
| 36   | LMGTE Am | 60  | Iron Lynx                 | 2:02.820 | 36   |

## Uitslag
Winnaars in hun klasse zijn vetgedrukt; Hypercar is rood, LMP2 is blauw en LMGTE Am is oranje.
| Pos. | Klasse   | No. | Team                      | Coureurs                                                    | Chassis                        | Banden | Ronden | Tijd/Reden       |
| Pos. | Klasse   | No. | Team                      | Coureurs                                                    | Motor                          | Banden | Ronden | Tijd/Reden       |
| ---- | -------- | --- | ------------------------- | ----------------------------------------------------------- | ------------------------------ | ------ | ------ | ---------------- |
| 1    | Hypercar | 7   | Toyota Gazoo Racing       | Mike Conway Kamui Kobayashi José María López                | Toyota GR010 Hybrid            | M      | 239    | 8:00:19.877      |
| 1    | Hypercar | 7   | Toyota Gazoo Racing       | Mike Conway Kamui Kobayashi José María López                | Toyota H8909 3.5 L Turbo V6    | M      | 239    | 8:00:19.877      |
| 2    | Hypercar | 8   | Toyota Gazoo Racing       | Sébastien Buemi Brendon Hartley Ryō Hirakawa                | Toyota GR010 Hybrid            | M      | 239    | +2.168           |
| 2    | Hypercar | 8   | Toyota Gazoo Racing       | Sébastien Buemi Brendon Hartley Ryō Hirakawa                | Toyota H8909 3.5 L Turbo V6    | M      | 239    | +2.168           |
| 3    | Hypercar | 50  | Ferrari – AF Corse        | Antonio Fuoco Miguel Molina Nicklas Nielsen                 | Ferrari 499P                   | M      | 237    | +2 ronden        |
| 3    | Hypercar | 50  | Ferrari – AF Corse        | Antonio Fuoco Miguel Molina Nicklas Nielsen                 | Ferrari 3.0 L Turbo V6         | M      | 237    | +2 ronden        |
| 4    | Hypercar | 2   | Cadillac Racing           | Earl Bamber Alex Lynn Richard Westbrook                     | Cadillac V-Series.R            | M      | 237    | +2 ronden        |
| 4    | Hypercar | 2   | Cadillac Racing           | Earl Bamber Alex Lynn Richard Westbrook                     | Cadillac LMC55R 5.5 L V8       | M      | 237    | +2 ronden        |
| 5    | Hypercar | 5   | Porsche Penske Motorsport | Dane Cameron Michael Christensen Frédéric Makowiecki        | Porsche 963                    | M      | 235    | +4 ronden        |
| 5    | Hypercar | 5   | Porsche Penske Motorsport | Dane Cameron Michael Christensen Frédéric Makowiecki        | Porsche 9RD 4.6 L Turbo V8     | M      | 235    | +4 ronden        |
| 6    | Hypercar | 6   | Porsche Penske Motorsport | Kévin Estre André Lotterer Laurens Vanthoor                 | Porsche 963                    | M      | 235    | +4 ronden        |
| 6    | Hypercar | 6   | Porsche Penske Motorsport | Kévin Estre André Lotterer Laurens Vanthoor                 | Porsche 9RD 4.6 L Turbo V8     | M      | 235    | +4 ronden        |
| 7    | LMP2     | 48  | Hertz Team Jota           | David Beckmann Will Stevens Ye Yifei                        | Oreca 07                       | G      | 230    | +9 ronden        |
| 7    | LMP2     | 48  | Hertz Team Jota           | David Beckmann Will Stevens Ye Yifei                        | Gibson GK428 V8                | G      | 230    | +9 ronden        |
| 8    | LMP2     | 22  | United Autosports         | Filipe Albuquerque Philip Hanson Frederick Lubin            | Oreca 07                       | G      | 230    | +9 ronden        |
| 8    | LMP2     | 22  | United Autosports         | Filipe Albuquerque Philip Hanson Frederick Lubin            | Gibson GK428 V8                | G      | 230    | +9 ronden        |
| 9    | LMP2     | 63  | Prema Racing              | Mirko Bortolotti Daniil Kvjat Doriane Pin                   | Oreca 07                       | G      | 230    | +9 ronden        |
| 9    | LMP2     | 63  | Prema Racing              | Mirko Bortolotti Daniil Kvjat Doriane Pin                   | Gibson GK428 V8                | G      | 230    | +9 ronden        |
| 10   | LMP2     | 34  | Inter Europol Competition | Albert Costa Fabio Scherer Jakub Śmiechowski                | Oreca 07                       | G      | 230    | +9 ronden        |
| 10   | LMP2     | 34  | Inter Europol Competition | Albert Costa Fabio Scherer Jakub Śmiechowski                | Gibson GK428 V8                | G      | 230    | +9 ronden        |
| 11   | LMP2     | 41  | Team WRT                  | Rui Andrade Louis Delétraz Robert Kubica                    | Oreca 07                       | G      | 230    | +9 ronden        |
| 11   | LMP2     | 41  | Team WRT                  | Rui Andrade Louis Delétraz Robert Kubica                    | Gibson GK428 V8                | G      | 230    | +9 ronden        |
| 12   | LMP2     | 28  | Jota                      | Pietro Fittipaldi David Heinemeier Hansson Oliver Rasmussen | Oreca 07                       | G      | 230    | +9 ronden        |
| 12   | LMP2     | 28  | Jota                      | Pietro Fittipaldi David Heinemeier Hansson Oliver Rasmussen | Gibson GK428 V8                | G      | 230    | +9 ronden        |
| 13   | LMP2     | 31  | Team WRT                  | Robin Frijns Sean Gelael Ferdinand Habsburg                 | Oreca 07                       | G      | 230    | +9 ronden        |
| 13   | LMP2     | 31  | Team WRT                  | Robin Frijns Sean Gelael Ferdinand Habsburg                 | Gibson GK428 V8                | G      | 230    | +9 ronden        |
| 14   | LMP2     | 9   | Prema Racing              | Andrea Caldarelli Filip Ugran Bent Viscaal                  | Oreca 07                       | G      | 229    | +10 ronden       |
| 14   | LMP2     | 9   | Prema Racing              | Andrea Caldarelli Filip Ugran Bent Viscaal                  | Gibson GK428 V8                | G      | 229    | +10 ronden       |
| 15   | Hypercar | 51  | Ferrari – AF Corse        | James Calado Antonio Giovinazzi Alessandro Pier Guidi       | Ferrari 499P                   | M      | 228    | +11 ronden       |
| 15   | Hypercar | 51  | Ferrari – AF Corse        | James Calado Antonio Giovinazzi Alessandro Pier Guidi       | Ferrari 3.0 L Turbo V6         | M      | 228    | +11 ronden       |
| 16   | LMP2     | 36  | Alpine Elf Team           | Julien Canal Charles Milesi Matthieu Vaxivière              | Oreca 07                       | G      | 228    | +11 ronden       |
| 16   | LMP2     | 36  | Alpine Elf Team           | Julien Canal Charles Milesi Matthieu Vaxivière              | Gibson GK428 V8                | G      | 228    | +11 ronden       |
| 17   | LMGTE Am | 33  | Corvette Racing           | Nick Catsburg Ben Keating Nicolás Varrone                   | Chevrolet Corvette C8.R        | M      | 221    | +18 ronden       |
| 17   | LMGTE Am | 33  | Corvette Racing           | Nick Catsburg Ben Keating Nicolás Varrone                   | Chevrolet 5.5 L V8             | M      | 221    | +18 ronden       |
| 18   | LMGTE Am | 77  | Dempsey-Proton Racing     | Julien Andlauer Christian Ried Mikkel O. Pedersen           | Porsche 911 RSR-19             | M      | 219    | +20 ronden       |
| 18   | LMGTE Am | 77  | Dempsey-Proton Racing     | Julien Andlauer Christian Ried Mikkel O. Pedersen           | Porsche 4.2 L Flat-6           | M      | 219    | +20 ronden       |
| 19   | LMGTE Am | 57  | Kessel Racing             | Scott Huffaker Takeshi Kimura Daniel Serra                  | Ferrari 488 GTE Evo            | M      | 219    | +20 ronden       |
| 19   | LMGTE Am | 57  | Kessel Racing             | Scott Huffaker Takeshi Kimura Daniel Serra                  | Ferrari F154CB 3.9 L Turbo V8  | M      | 219    | +20 ronden       |
| 20   | LMGTE Am | 21  | AF Corse                  | Stefano Costantini Simon Mann Ulysse de Pauw                | Ferrari 488 GTE Evo            | M      | 219    | +20 ronden       |
| 20   | LMGTE Am | 21  | AF Corse                  | Stefano Costantini Simon Mann Ulysse de Pauw                | Ferrari F154CB 3.9 L Turbo V8  | M      | 219    | +20 ronden       |
| 21   | LMGTE Am | 54  | AF Corse                  | Francesco Castellacci Thomas Flohr Davide Rigon             | Ferrari 488 GTE Evo            | M      | 219    | +20 ronden       |
| 21   | LMGTE Am | 54  | AF Corse                  | Francesco Castellacci Thomas Flohr Davide Rigon             | Ferrari F154CB 3.9 L Turbo V8  | M      | 219    | +20 ronden       |
| 22   | LMGTE Am | 60  | Iron Lynx                 | Matteo Cressoni Alessio Picariello Claudio Schiavoni        | Porsche 911 RSR-19             | M      | 219    | +20 ronden       |
| 22   | LMGTE Am | 60  | Iron Lynx                 | Matteo Cressoni Alessio Picariello Claudio Schiavoni        | Porsche 4.2 L Flat-6           | M      | 219    | +20 ronden       |
| 23   | LMGTE Am | 86  | GR Racing                 | Ben Barker Riccardo Pera Michael Wainwright                 | Porsche 911 RSR-19             | M      | 218    | +21 ronden       |
| 23   | LMGTE Am | 86  | GR Racing                 | Ben Barker Riccardo Pera Michael Wainwright                 | Porsche 4.2 L Flat-6           | M      | 218    | +21 ronden       |
| 24   | LMGTE Am | 85  | Iron Dames                | Sarah Bovy Rahel Frey Michelle Gatting                      | Porsche 911 RSR-19             | M      | 218    | +21 ronden       |
| 24   | LMGTE Am | 85  | Iron Dames                | Sarah Bovy Rahel Frey Michelle Gatting                      | Porsche 4.2 L Flat-6           | M      | 218    | +21 ronden       |
| 25   | LMP2     | 10  | Vector Sport              | Gabriel Aubry Ryan Cullen Matthias Kaiser                   | Oreca 07                       | G      | 218    | +21 ronden       |
| 25   | LMP2     | 10  | Vector Sport              | Gabriel Aubry Ryan Cullen Matthias Kaiser                   | Gibson GK428 V8                | G      | 218    | +21 ronden       |
| 26   | LMGTE Am | 25  | ORT by TF                 | Ahmad Al Harthy Michael Dinan Charlie Eastwood              | Aston Martin Vantage AMR       | M      | 217    | +22 ronden       |
| 26   | LMGTE Am | 25  | ORT by TF                 | Ahmad Al Harthy Michael Dinan Charlie Eastwood              | Aston Martin 4.0 L Turbo V8    | M      | 217    | +22 ronden       |
| 27   | LMGTE Am | 777 | D'Station Racing          | Tomonobu Fujii Satoshi Hoshino Casper Stevenson             | Aston Martin Vantage AMR       | M      | 217    | +22 ronden       |
| 27   | LMGTE Am | 777 | D'Station Racing          | Tomonobu Fujii Satoshi Hoshino Casper Stevenson             | Aston Martin 4.0 L Turbo V8    | M      | 217    | +22 ronden       |
| 28   | LMGTE Am | 98  | Northwest AMR             | Paul Dalla Lana Axcil Jefferies Nicki Thiim                 | Aston Martin Vantage AMR       | M      | 216    | +23 ronden       |
| 28   | LMGTE Am | 98  | Northwest AMR             | Paul Dalla Lana Axcil Jefferies Nicki Thiim                 | Aston Martin 4.0 L Turbo V8    | M      | 216    | +23 ronden       |
| 29   | LMGTE Am | 56  | Project 1 – AO            | Matteo Cairoli P. J. Hyett Gunnar Jeannette                 | Porsche 911 RSR-19             | M      | 215    | +24 ronden       |
| 29   | LMGTE Am | 56  | Project 1 – AO            | Matteo Cairoli P. J. Hyett Gunnar Jeannette                 | Porsche 4.2 L Flat-6           | M      | 215    | +24 ronden       |
| 30   | Hypercar | 4   | Floyd Vanwall Racing Team | Tom Dillmann Esteban Guerrieri Jacques Villeneuve           | Vanwall Vandervell 680         | M      | 215    | +24 ronden       |
| 30   | Hypercar | 4   | Floyd Vanwall Racing Team | Tom Dillmann Esteban Guerrieri Jacques Villeneuve           | Gibson GL458 4.5 L V8          | M      | 215    | +24 ronden       |
| 31   | Hypercar | 93  | Peugeot TotalEnergies     | Mikkel Jensen Paul di Resta Jean-Éric Vergne                | Peugeot 9X8                    | M      | 213    | +26 ronden       |
| 31   | Hypercar | 93  | Peugeot TotalEnergies     | Mikkel Jensen Paul di Resta Jean-Éric Vergne                | Peugeot 2.6 L Turbo V6         | M      | 213    | +26 ronden       |
| NC   | Hypercar | 94  | Peugeot TotalEnergies     | Loïc Duval Gustavo Menezes Nico Müller                      | Peugeot 9X8                    | M      | 141    | Niet geklasseerd |
| NC   | Hypercar | 94  | Peugeot TotalEnergies     | Loïc Duval Gustavo Menezes Nico Müller                      | Peugeot 2.6 L Turbo V6         | M      | 141    | Niet geklasseerd |
| DNF  | LMP2     | 35  | Alpine Elf Team           | Olli Caldwell André Negrão Memo Rojas                       | Oreca 07                       | G      | 139    | Uitgevallen      |
| DNF  | LMP2     | 35  | Alpine Elf Team           | Olli Caldwell André Negrão Memo Rojas                       | Gibson GK428 V8                | G      | 139    | Uitgevallen      |
| DNF  | LMP2     | 23  | United Autosports         | Tom Blomqvist Oliver Jarvis Josh Pierson                    | Oreca 07                       | G      | 91     | Elektrisch       |
| DNF  | LMP2     | 23  | United Autosports         | Tom Blomqvist Oliver Jarvis Josh Pierson                    | Gibson GK428 V8                | G      | 91     | Elektrisch       |
| DNF  | Hypercar | 708 | Glickenhaus Racing        | Ryan Briscoe Romain Dumas Olivier Pla                       | Glickenhaus SCG 007 LMH        | M      | 62     | Elektrisch       |
| DNF  | Hypercar | 708 | Glickenhaus Racing        | Ryan Briscoe Romain Dumas Olivier Pla                       | Glickenhaus P21 3.5 L Turbo V8 | M      | 62     | Elektrisch       |
| DNF  | LMGTE Am | 83  | Richard Mille AF Corse    | Luis Pérez Companc Alessio Rovera Lilou Wadoux              | Ferrari 488 GTE Evo            | M      | 4      | Ongeluk          |
| DNF  | LMGTE Am | 83  | Richard Mille AF Corse    | Luis Pérez Companc Alessio Rovera Lilou Wadoux              | Ferrari F154CB 3.9 L Turbo V8  | M      | 4      | Ongeluk          |

## Tussenstanden na wedstrijd
Hypercar (coureurs)
| Pos | Coureur                                              | Punten |
| --- | ---------------------------------------------------- | ------ |
| 1   | Mike Conway Kamui Kobayashi José María López         | 38     |
| 2   | Sébastien Buemi Brendon Hartley Ryō Hirakawa         | 27     |
| 3   | Antonio Fuoco Miguel Molina Nicklas Nielsen          | 24     |
| 4   | Earl Bamber Alex Lynn Richard Westbrook              | 18     |
| 5   | Dane Cameron Michael Christensen Frédéric Makowiecki | 15     |

Hypercar (constructeurs)
| Pos | Constructeur | Punten |
| --- | ------------ | ------ |
| 1   | Toyota       | 38     |
| 2   | Ferrari      | 24     |
| 3   | Cadillac     | 18     |
| 4   | Porsche      | 10     |
| 5   | Vanwall      | 6      |

LMP2 (coureurs)
| Pos | Coureur                                                     | Punten |
| --- | ----------------------------------------------------------- | ------ |
| 1   | Filipe Albuquerque Philip Hanson Frederick Lubin            | 38     |
| 2   | Mirko Bortolotti Daniil Kvjat Doriane Pin                   | 27     |
| 3   | Albert Costa Fabio Scherer Jakub Śmiechowski                | 23     |
| 4   | Rui Andrade Louis Delétraz Robert Kubica                    | 18     |
| 5   | Pietro Fittipaldi David Heinemeier Hansson Oliver Rasmussen | 15     |

LMP2 (teams)
| Pos | Nr | Team                      | Punten |
| --- | -- | ------------------------- | ------ |
| 1   | 22 | United Autosports         | 38     |
| 2   | 63 | Prema Racing              | 27     |
| 3   | 34 | Inter Europol Competition | 23     |
| 4   | 41 | Team WRT                  | 18     |
| 5   | 28 | Jota                      | 15     |

LMGTE Am (coureurs)
| Pos | Coureur                                           | Punten |
| --- | ------------------------------------------------- | ------ |
| 1   | Nick Catsburg Ben Keating Nicolás Varrone         | 38     |
| 2   | Julien Andlauer Christian Ried Mikkel O. Pedersen | 27     |
| 3   | Scott Huffaker Takeshi Kimura Daniel Serra        | 23     |
| 4   | Stefano Costantini Simon Mann Ulysse de Pauw      | 18     |
| 5   | Francesco Castellacci Thomas Flohr Davide Rigon   | 15     |

LMGTE Am (teams)
| Pos | Nr | Team                  | Punten |
| --- | -- | --------------------- | ------ |
| 1   | 33 | Corvette Racing       | 38     |
| 2   | 77 | Dempsey-Proton Racing | 27     |
| 3   | 57 | Kessel Racing         | 23     |
| 4   | 21 | AF Corse              | 18     |
| 5   | 54 | AF Corse              | 15     |